# Florbela Queiroz
Florbela de Carvalho Azevedo Queiroz ComM (Lisboa, 10 de fevereiro de 1943) é uma atriz portuguesa.

## Carreira
Aos 13 anos frequentou o curso de dança clássica e teatro no Conservatório Nacional (atual Escola Superior de Teatro e Cinema), ao lado de nomes como Nicolau Breyner, Octávio Matos e Irene Cruz.
Ainda aluna do Conservatório, estreia-se no teatro em 1957, na peça “As Bruxas de Salém”, no Teatro Nacional D. Maria II, depois de convite de Amélia Rey Colaço. 
Em 1958 estreia-se em televisão em "O Landau de Seis Cavalos" (com realização de Álvaro Benamor).
No mesmo ano participa na série (folhetim televisivo) "Enquanto os Dias Passam", onde o seu papel já tem grande visibilidade, como namorada de "Xico", personagem interpretada por João Lourenço, com quem formou um par que alcançou grande notoriedade pública, a ponto de os dois atores serem escoltados na rua por guarda-costas.
Em 1959 ingressa a Companhia do Teatro Nacional Popular no Teatro da Trindade, dirigida por Ribeirinho. Passa pela também pela Companhia do Teatro Alegre dirigida por Henrique Santana..
Estreia-se no cinema, destacando-se nos filmes Let's Discover Portugal (1959), Pão, Amor e Totobola (1963), de Henrique Campos, onde contracenou com o irmão, Carlos Queiroz, Nicolau Breyner, Óscar Acúrcio, Fernanda de Sousa, Lídia Franco e Natalina José; 
A Canção da Saudade (1964), musical protagonizado por Victor Gomes, dos Gatos Negros, onde contracenou com Nicolau Breyner, Carlos Queiroz, Lídia Franco, Mara Abrantes, Madalena Iglésias, Simone de Oliveira e Tony de Matos; e Fado Corrido (1964), um filme de Jorge Brum do Canto inspirado num conto de David Mourão-Ferreira. 
Em 1962, entrou no elenco de O Elixir do Diabo (1962), uma coprodução luso-americana, onde contracenou com Nicolau Breyner, Ruy de Carvalho, Jacinto Ramos e Rogério Paulo.
No teatro musical e de comédia, tem percurso ascendente, participa em “Bate o Pé” (1961), “Sol e Dó” (1962) e já é protagonista em “Vamos Contar Mentiras” (1963).
Em 1965 protagoniza a série de televisão "Terceiro Esquerdo", ao lado de Américo Coimbra. Participa também em "Riso e Ritmo" (1965) e "Minuto Zero" (1965). 
Em 3 de abril de 1965 recebe, em conjunto com Camilo de Oliveira, o Prémio Imprensa 1964 para os Melhores Atores de teatro de revista. Entre 1966 e 1967 gravou os seus três primeiros discos para a editora Tecla.
No cinema faz também Sete Balas Para Selma (1967), de António de Macedo, e Um Campista em Apuros (1968), comédia policial de Herlander Peyroteo, onde contracenou com Nicolau Breyner, António Feio, Filipe La Féria, João Lourenço, Mirita Casimiro e Manuel Cavaco.
Participa em vários programas de televisão, como a peça de teleteatro "O Fidalgo Aprendiz" (1971) e o programa de variedades "Domingo à Noite" (1972-1974). Entra nas revistas “P'rá Frente Lisboa” (1972), "Até Parece Mentira" (1974) e "Em Águas de Bacalhau" (1977). Em 1975, na revista Força, Força Camarada Zé!, foi a primeira mulher portuguesa a mostrar uma mama em palco.
Em 1978 grava um single com os temas "Dai Li Dou (Aguenta Papagaio)" e "Anita Já É Bonita". Participa na revista "Reviravolta" (1980).
Em 1982 grava um single com dois temas de Carlos Paião: "A Corneta Do Tó" e "Vamos à Bola". 
Na televisão, é protagonista da série Pedro e Paulina (1982), ao lado de Armando Cortez e vilã na telenovela Origens (1983).
Faz parte do elenco da Comédia Musical "Sapateado" (1987) no Teatro Villaret. Entra em Arroz Doce (1985), de Júlio Isidro, na telenovela Passerelle (1988) e na série Pisca-Pisca (1989) da RTP.
Em 1993 faz parte do elenco da primeira série de humor da TVI, Cos(z)ido à Portuguesa, ao lado de Octávio Matos, Camacho Costa, José Raposo, Maria João Abreu, entre outros.
Participa depois em Desencontros (1994-1995), Na Paz dos Anjos (1994),  A Mulher do Senhor Ministro (1995), de Ana Bola, Polícias (1996), Reformado e Mal Pago (1996-1997), As Lições do Tonecas (1997), com Luís Aleluia, Médico de Família (1997-1999), com Carlos Miguel, Nós os Ricos (1998), Um Sarilho Chamado Marina (1999) e Todo o Tempo do Mundo (1999-2000). Entra em A Loja do Camilo (2000), Ganância (2001), Não Há Pai (2002) e Lusitana Paixão (2003).
Após dez anos afastada dos palcos, em 2010 regressa ao ativo com a revista Vai de Em@il a Pior, escrita e dirigida por Francisco Nicholson.
Em 2011 recebe a medalha de Mérito Cultural Grau Ouro da Câmara Municipal de Lisboa. No mesmo ano participa na série de televisão Velhos Amigos.
Em 2016 regressa à televisão, participando na série Nelo & Idália, com Herman José e Maria Rueff, regressa também ao teatro com a revista Ol(h)á Florbela, que esteve em digressão pelo país.
Em 2017, integra a revista "Que Grande Caldeirada!", que tal como a antecessora, esteve mais de 1 ano em cena, com grande sucesso.
A 29 de janeiro de 2019, foi agraciada com o grau de Comendador da Ordem do Mérito.
Em 2021 regressou ao teatro, após 2 anos de ausência dos palcos, com a peça Virados do Avesso.

### Televisão
| Ano         | Trabalho                           | Personagem                                            | Canal                    | Notas                               |
| ----------- | ---------------------------------- | ----------------------------------------------------- | ------------------------ | ----------------------------------- |
| 1958        | O Landau de Seis Cavalos           | Luzita                                                | RTP                      | Teleteatro                          |
| 1958        | Enquanto os Dias Passam            |                                                       | RTP                      | Série                               |
| 1958        | O Doente Imaginário                | Leonor                                                | RTP                      | Teleteatro                          |
| 1959        | Assunto Arrumado                   | Margarida                                             | RTP                      | Teleteatro                          |
| 1959        | História de Uma Mulher             |                                                       | RTP                      | Série                               |
| 1960        | Chapéus Modelos                    |                                                       | RTP                      | Teleteatro                          |
| 1960        | O Jogo das Escondidas              | Joaninha                                              | RTP                      | Teleteatro                          |
| 1961        | A Renúncia                         |                                                       | RTP                      | Teleteatro                          |
| 1962-1967   | Passatempo Infantil                |                                                       | RTP                      | Programa infantil                   |
| 1964        | Vamos Contar Mentiras              | Júlia                                                 | RTP                      | Teleteatro                          |
| 1964        | Um Melro Branco                    |                                                       | RTP                      | Teleteatro                          |
| 1964-1965   | A TV Através dos Tempos            |                                                       | RTP                      | Série                               |
| 1965        | Terceiro Esquerdo                  |                                                       | RTP                      | Série (Protagonista)                |
| 1965        | Uma História Por Semana            |                                                       | RTP                      | Série                               |
| 1965        | Minuto Zero                        | Várias Personagens                                    | RTP                      | Programa de Variedades              |
| 1966        | O Estranho Caso de Franklin Milton |                                                       | RTP                      | Teleteatro                          |
| 1966-1969   | Melodias de Sempre                 | Várias Personagens                                    | RTP                      | Programa de Variedades              |
| 1966-1969   | Riso e Ritmo                       | Várias Personagens                                    | RTP                      | Programa de Variedades              |
| 1967        | Gente Nova                         |                                                       | RTP                      | Série                               |
| 1971        | O Fidalgo Aprendiz                 | Brites                                                | RTP                      | Teleteatro                          |
| 1972-       | Natal dos Hospitais                | Várias Personagens                                    | RTP                      |                                     |
| 1972-1974   | Domingo à Noite                    | Várias Personagens                                    | RTP                      | Programa de Variedades              |
| 1976        | Hotel Show                         |                                                       | RTP                      | Programa de Variedades - Fim de Ano |
| 1978        | O Amigo de Peniche                 |                                                       | RTP                      | Teleteatro                          |
| 1979        | Rosa Enjeitada                     |                                                       | RTP                      | Teleteatro                          |
| 1980        | Eu Show Nico                       |                                                       | RTP                      | Programa de Humor                   |
| 1980        | Entre Giestas                      |                                                       | RTP                      | Teleteatro                          |
| 1982        | Pedro e Paulina                    | Paulina Ferreira                                      | RTP                      | Série (Protagonista)                |
| 1983        | Origens                            | Júlia Teles                                           | RTP                      | Telenovela (Antagonista - Vilã)     |
| 1985        | Arroz Doce                         | Várias Personagens                                    | RTP                      | Programa de Júlio Isidro            |
| 1987        | Que Pena Não Ser a Cores           | Várias Personagens                                    | RTP                      | Programa de Variedades              |
| 1988        | Criada Para Todo o Serviço         | Adélia                                                | RTP                      | Teleteatro                          |
| 1988-1989   | Passerelle                         | Célia Alves                                           | RTP                      | Telenovela                          |
| 1989        | Pisca Pisca                        | Maria João/Outras Personagens                         | RTP                      |                                     |
| 1990        | Euronico                           |                                                       | RTP                      | Programa de Nicolau Breyner         |
| 1991        | Os Olhos da Lua                    | Sketch                                                | Programa de Raul Solnado |                                     |
| 1993        | Cos(z)ido à Portuguesa             | Várias Personagens                                    | TVI                      | Primeiro programa de humor da TVI   |
| 1994        | Na Paz dos Anjos                   | Filomena Mota Costa                                   | RTP                      | Telenovela                          |
| 1994        | Com Peso e Medida                  | Sketch                                                | RTP                      | Programa de Nicolau Breyner         |
| 1995        | Desencontros                       | Josefa Branco Matias                                  | RTP                      | Telenovela                          |
| 1995        | A Mulher do Senhor Ministro        | Bernardete da Silva Oliveira                          | RTP                      | Série de Humor                      |
| 1996-1997   | Reformado e Mal Pago               | Amélia Reis                                           | RTP                      | Série de Humor                      |
| 1997        | Vidas de Sal                       | Marlene                                               | RTP                      | Telenovela                          |
| 1997        | Polícias                           | Emília                                                | RTP                      | Série                               |
| 1997        | As Lições do Tonecas               |                                                       | RTP                      |                                     |
| 1998        | Débora                             | Doutora                                               | RTP                      | Série                               |
| 1998-1999   | Médico de Família                  | Rosa Santos                                           | SIC                      | Série                               |
| 1999        | Um Sarilho Chamado Marina          | Celeste                                               | SIC                      | Série com Marina Mota               |
| 1999        | Nós os Ricos                       | Ludmila                                               | RTP                      |                                     |
| 1999 - 2000 | Todo o Tempo do Mundo              | Regina                                                | TVI                      | Telenovela                          |
| 2000        | A Loja do Camilo                   | Cliente Rica                                          | SIC                      | Série com Camilo de Oliveira        |
| 2001        | Sábado à Noite                     |                                                       | RTP                      | [ 31 ] [ 32 ]                       |
| 2001        | Ganância                           |                                                       | SIC                      | Telenovela                          |
| 2002        | Não Há Pai                         |                                                       | SIC                      |                                     |
| 2003        | Lusitana Paixão                    | Hortense                                              | RTP                      | Telenovela                          |
| 2009        | Fátima                             | Várias Personagens                                    | SIC                      |                                     |
| 2011        | Vai de Em@il a Pior                | Várias Personagens                                    | TVI                      | Teleteatro                          |
| 2011-2012   | Velhos Amigos                      | Madalena                                              | RTP                      | Série                               |
| 2016        | Nelo e Idália                      | Dra. Serena Obnóxia                                   | RTP                      | Série de Herman José                |
| 2022        | Patrões Fora                       | Sancha Benedita Eufémia Albuquerque Corte Real «Bisó» | SIC                      | Participação Especial na Sitcom     |

### Cinema
- 1962 - O Elixir do Diabo (produção luso-americana)
- 1964 - Pão, Amor e... Totobola[35]
- 1964 - A Canção da Saudade
- 1964 - Fado Corrido
- 1967 - Sete Balas para Selma
- 1968 - Um Campista em Apuros

### Teatro
| Ano       | Peça                                            | Teatro                                 | Notas                                        |
| --------- | ----------------------------------------------- | -------------------------------------- | -------------------------------------------- |
| 1957-1958 | As Bruxas de Salém                              | Teatro Nacional D. Maria II            | Estreia                                      |
| 1958      | A Floresta Encantada                            | Teatro Nacional D. Maria II            | Peça infantil                                |
| 1959      | Eles, Elas e os Meninos                         | Teatro Monumental                      | Estreia da atriz no palco do Monumental      |
| 1959      | Lucy Crown                                      | Teatro da Trindade                     | [ 41 ]                                       |
| 1959      | Amor de Dom Perlimplim com Belisa em Seu Jardim | Teatro da Trindade                     |                                              |
| 1960      | O Amor, o Dinheiro e a Morte                    | Teatro da Trindade                     | [ 42 ]                                       |
| 1960      | Leonor Teles                                    | Teatro da Trindade                     | [ 43 ]                                       |
| 1961      | Campinos, Mulheres e Fado                       | Teatro Capitólio                       | Opereta                                      |
| 1961      | Papá, Precisa-se                                | Teatro Avenida                         | Comédia                                      |
| 1961      | Com Jeito Vai... Virgínia                       | Teatro Avenida                         | Comédia                                      |
| 1961-1962 | Bate o Pé!                                      | Teatro Maria Vitória                   | Estreia em Teatro de Revista                 |
| 1962      | Sol e Dó                                        | Teatro Maria Vitória                   | Revista                                      |
| 1962-1963 | Põe-te a Pau!                                   | Teatro Maria Vitória                   | Revista                                      |
| 1963      | Lisboa à Noite                                  | Digressão                              | [ 52 ]                                       |
| 1963      | Vamos Contar Mentiras                           | Teatro Monumental/Teatro Avenida       | Comédia                                      |
| 1964      | O Pecado Mora ao Lado                           | Teatro Avenida                         | Comédia                                      |
| 1964-1965 | Na Brasa!                                       | Teatro Capitólio                       | Teatro de Revista                            |
| 1965      | É Canja!                                        | Teatro Capitólio                       | Revista                                      |
| 1965      | Sopa no Mel                                     | Teatro Maria Vitória                   | Revista                                      |
| 1965-1966 | Um Domingo em Nova Iorque                       | Teatro Capitólio                       | Comédia (Protagonista)                       |
| 1966      | Zero, Zero, Zé! - Ordem P'ra Pagar              | Teatro Variedades                      | Teatro de Revista                            |
| 1966-1967 | De Vento em Popa!                               | Teatro Maria Vitória                   | Teatro de Revista                            |
| 1967?     | Vedetas Show                                    | Digressão - África                     |                                              |
| 1968      | Agarra Que é Milionário                         | Teatro Villaret                        | Comédia                                      |
| 1968      | Lisboa é Sempre Mulher                          | Teatro Monumental                      | Teatro de Revista                            |
| 1969      | Quando Ela se Despiu                            | Teatro Monumental                      | Comédia                                      |
| 1969      | Ri-te, Ri-te                                    | Teatro Monumental                      | Teatro de Revista                            |
| 1970      | E o Zé Faz Tudo!                                | Teatro Variedades                      | Revista                                      |
| 1971      | O Aniversário da Tartaruga                      | Teatro Villaret                        | com Ruy de Carvalho                          |
| 1972      | P'rá Frente Lisboa                              | Teatro Monumental                      | Teatro de Revista                            |
| 1973      | Sexo Nunca, Somos Britânicos!                   | Teatro Capitólio                       | Comédia                                      |
| 1974      | Uma Rosa ao Pequeno Almoço                      | Teatro Monumental                      | Comédia                                      |
| 1974      | Até Parece Mentira                              | Teatro Maria Vitória                   | Teatro de Revista                            |
| 1975      | Força, Força Camarada Zé!                       | Teatro Maria Vitória                   | Teatro de Revista                            |
| 1977-1978 | Em Águas de Bacalhau                            | Teatro ABC                             | Teatro de Revista                            |
| 1978      | Põe-te na Bicha                                 | Teatro ABC                             | Teatro de Revista                            |
| 1978      | Direita Volver                                  | Teatro ABC                             | Teatro de Revista                            |
| 1980      | Reviravolta                                     | Teatro ABC                             | Teatro de Revista                            |
| 1981      | O Escabeche                                     | Teatro ABC                             | Teatro de Revista                            |
| 1982-1983 | É Sempre a Aviar                                | Teatro ABC                             | Teatro de Revista                            |
| 1983      | Quem me Acaba o Resto!?                         | Teatro Maria Vitória                   | [ 78 ]                                       |
| 1984      | O Bem Tramado                                   | Teatro Maria Vitória                   |                                              |
| 1986      | Não Há Escudo Que Aguente                       | Digressão                              | Teatro de Revista                            |
| 1986-1987 | Sapateado                                       | Teatro Villaret                        | Comédia Musical                              |
| 1987-1988 | Criada Para Todo o Serviço                      | Teatro Villaret                        | Comédia (emitida em televisão)               |
| 1989      | A Prova dos Números Novos                       | Teatro Variedades                      | Primeira Figura                              |
| 1989-1990 | Os Meninos à Roda da Mamã                       | Teatro Variedades                      | [ 83 ]                                       |
| 1990-1991 | A Grande Festa                                  | Teatro Variedades/Teatro Maria Vitória |                                              |
| 1997      | Três em Lua de Mel                              | Digressão                              |                                              |
| 1998-1999 | Amor à Luz da Vela                              | Teatro da Trindade                     |                                              |
| 2000      | Pela Mão do Poeta                               | Digressão                              | Espetáculo de Poesia                         |
| 2010-2011 | Vai de Em@il a Pior                             | Teatro Maria Vitória                   | Revista (emitida em televisão)               |
| 2011-2012 | Ora Vira e Troika o Passos                      | Teatro Maria Vitória                   | Teatro de Revista                            |
| 2012-2013 | Crise, Sexo e Facebook                          | Digressão                              | Interpretou várias personagens               |
| 2014      | A Língua da Sogra                               | Digressão                              | [ 87 ]                                       |
| 2015      | 74 Eunices                                      | Teatro Nacional D. Maria II            | Espetáculo de homenagem à atriz Eunice Muñoz |
| 2016-2018 | Ol(h)á Florbela!                                | Digressão                              | Revista                                      |
| 2017-2019 | Que Grande Caldeirada!                          | Digressão                              | Revista                                      |
| 2021      | Virados do Avesso                               | Digressão                              | Revista                                      |
| 2022-     | Olha Que Duas!                                  | Digressão                              | Revista                                      |
| 2024      | Ladrão Que Rouba Ladrão                         | Digressão                              | Comédia                                      |
| 2025-     | Três, a Conta Que Deus Fez                      | Teatro Variedades / Digressão          | [ 98 ] [ 99 ] [ 100 ]                        |

## Vida pessoal
Florbela Queiroz é filha de João Ariosto de Azevedo Queiroz e Maria de Jesus Carvalho Queiroz.
É irmã do actor Carlos Queiroz.
A figura de maior referência da infância foi a avó (materna) Aurora, de quem gostava especialmente e com quem tinha uma ótima relação. A atriz gosta de pintar.
Casou em 1961 com Joaquim Guerreiro Gomes (de quem se divorcia), casa em 1976 com Norberto de Sousa Matias (que foi actor, e de quem se divorcia), de quem teve um filho, em 1977, Manuel João Matias que morreu em 2022.
Em 2013 saiu da sua residência, em Carcavelos, por não aguentar mais ser vítima de violência e de ofensas do filho João e da nora. Levou o caso a tribunal para recuperar a sua casa. 
Em 2015 ganhou o processo judicial, regressando a casa, entretanto vandalizada. O programa Querido, Mudei a Casa!, da TVI, fez as obras de recuperação na casa da actriz.
Florbela fez um testamento em que proíbia o filho de a visitar ao hospital e participar no seu funeral.
Em 2019, o filho voltou à casa da atriz, que o perdoou da violência doméstica de que foi vítima durante anos por parte do editor de imagem e da ex-mulher, tendo morrido de ataque cardíaco em 2022.